# Natalia Toledo
Natalia Toledo Paz (Juchitán, Oaxaca, Mexique; 1967) est une poétesse mexicana en castillan et mexhica’a en zapotèque.

## Biographie
Elle est la fille du peintre Francisco Toledo (1940-2019). Elle étudie a la Casa de la Cultura de Juchitán et à la Sociedad General de Escritores Mexicanos (SOGEM).  Elle a été boursière du Fondo Nacional para la Cultura y las Artes (FONCA) (1994-1995; 2001-2002) et du Fondo Estatal para la Cultura y las Artes de Oaxaca (FOESCA) (1995-1996). Elle est présidente du Patronato de la Casa de la Cultura de Juchitán.

## Œuvres
- Poésie
  - Paraíso de fisuras (1990), junto con Rocío González, Consejo Estatal para la Cultura y las Artes de Oaxaca.
  - Ca guna gu bidxa, ca guna guiiba' risaca (Mujeres del sol, mujeres de oro, 2002), Instituto Oaxaqueño de las Culturas.
  - Guie' yaase' (Olivo negro, 2004), CONACULTA.
  - Xtaga be'ñe' (Flor de pantano, 2004), Instituto Oaxaqueño de las Culturas.
  - Guendaguti ñee sisi (La muerte pies ligeros, 2005), Fondo de Cultura Económica.
- Anthologies
  - Demián Flores Cortés (1993), Palimpsesto, Ediciones Bi'cu'.
  - Aurora Mayra Saavedra (1996) Las divinas mutantes, UNAM.
  - Antología de poetas de Tierra Adentro (l997), TELAM Nava.
  - Varios Autores (1997), Historia de Arte de Oaxaca, tomo III, Gobierno del Estado de Oaxaca.
  - Miguel Flores (1998), Toledo: la línea metafórica, Ediciones Oro de la Noche/FONCA.
  - Víctor de la Cruz (1999), Guie' sti' diidxazá, La flor de la palabra, UNAM.
  - Veronika Bennholdt-Thomsen (2000), Juchitán-Mexikos stad der fra un, Frederking & Thaler, Alemania.
  - Memoria del XII Festival Internacional de Poesía de Medellín (2002), Colombia.
  - Mónica de la Torre, Michael Wiegers (2002), Reversible Monuments: Contemporary Mexican Poetry, Copper Canyon Press, Estados Unidos.
  - Carlos Montemayor (2003), La voz profunda, antología de literatura mexicana en lenguas indígenas, Joaquín Mortiz.
  - Carlos Montemayor y Donald Frischmann (2006), Words of the True Peoples. Anthology of Mexican Indigenous-Language Writers, University of Texas Press.

## Prix
- Premio Nezahualcóyotl de Literatura 2004.